# 3442 Yashin
3442 Yashin eller 1978 TO7 är en asteroid i huvudbältet som upptäcktes den 2 oktober 1978 av den sovjetisk-ryska astronomen Ljudmila Zjuravljova vid Krims astrofysiska observatorium på Krim. Den har fått sitt namn efter den sovjetiske målvakten Lev Jasjin.
Asteroiden har en diameter på ungefär 25 kilometer.